# ستاره الکترا

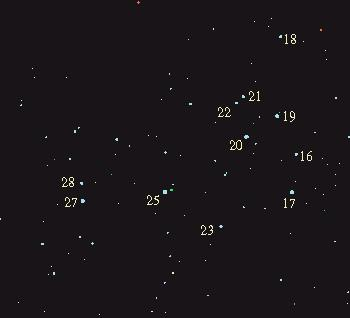
نمایی از موقعیت ستارهٔ الکترا، عدد (۱۷)

الکترا (ستاره) یک ستاره است که در صورت فلکی ثور قرار دارد.